# Can Dalmau de Dalt
Can Dalmau de Dalt és una casa de la Nou de Gaià (Tarragonès) protegida com a Bé Cultural d'Interès Local.

## Descripció
Casa situada dins el nucli de la població.
Té un pati interior quadrat i quasi tots els arcs primitius que emmarcaven les portes han estat transformats en llindes.
És un habitatge i algunes dependències són utilitzades com a magatzems.